# Passion Pit
Passion Pit es un grupo estadounidense de indie pop oriundo de Cambridge, Massachusetts. Fundada en 2007 por Michael Angelakos en voz y teclados lo acompañan en las presentaciones en vivo; Chris Hartz (batería), Aaron Harrison Folb (bajo/sintetizador), Giuliano Pizzulo (guitarra/sintetizador), Pete Cafarella (sintetizador) y Ray Suen (guitarra/sintetizador).

## Biografía

### Origen del nombre
La jerga Passion Pit deriva de la variedad tradicional utilizada en la publicación de la industria de Hollywood. También es utilizada para referirse a los autocines, debido a su privacidad y la atracción romántica para adolescentes. El nombre también coincide con una película para adultos protagonizado por Traci Lords. Los miembros siempre fueron consultados en varias ocasiones si el nombre del filme inspiró en el nombre del grupo, pero afirman que ni siquiera sabían de su existencia hasta el año después de su formación.

### Formación
Passion Pit fue formado originalmente como un proyecto en solitario a finales de 2007 por Michael Angelakos. Las canciones, más tarde se incluirían en el EP "Chunk of Change", fueron escritas como un regalo de San Valentín para su novia de entonces. Angelakos escribió e interpretó todas las canciones en su computadora portátil. Después de una exposición individual en el área de Boston, un estudiante de Berklee College of Music, Ian Hultquist, se acercó a Angelakos para formar una banda con el material de Angelakos que había en ese momento. Juntos formaron un grupo que incluía Angelakos, Ian Hultquist y Ayad Al Adhamy en sintetizador, Thom Plasse en bajo y Adam Todd Lavinsky en batería. Nate Donmoyer y Jeff Apruzzese se integraron a la banda poco después de firmar con Frenchkiss en 2008, en sustitución de Lavinsky y Plasse, respectivamente.

### Chunk of Change (2007-2008)
El EP debut de la banda, Chunk of Change fue lanzado el 16 de septiembre de 2008. Las primeras cuatro canciones fueron un regalo de aniversario de Angelakos a su novia de entonces, que se hizo popular en todo el Emerson College, al que Angelakos asistía. Temas 5 y 6, "Sleepyhead" y "Better Things", se agregaron al lanzamiento comercial. La canción "Sleepyhead" contiene muestras de la canción "Oro Bháidín Mo" por el cantante irlandés y artista María O'Hara.

### Manners (2009 – 2011)
En mayo de 2009 lanzan su primer álbum larga duración, Manners, producido por Chris Zane. Fue lanzado el 18 de mayo de 2009, obteniendo críticas favorables de la prensa. En la grabación del álbum contó con la colaboración del coro PS22 en tres canciones: "The Reeling", "Little Secrets", y "Let Your Love Grow Tall." "The Reeling" fue el primer sencillo y logró alcanzar el puesto número 34 en el Billboard Alternative Songs y el tercer sencillo "Little Secrets" ocupó el puesto número 39. "Sleepyhead" fue la única canción del EP Chunk of Change incluido en el álbum y se puso a disposición de iTunes de forma gratuita para su descarga en 2009.
El 13 de abril de 2010, la banda reeditó Manners en un formato de edición de lujo que contiene nuevo arte de tapa y tres pistas adicionales: versiones reducidas de "Sleepyhead" y "Moth's Wings" y una versión de la canción de The Cranberries, "Dreams".
En julio de 2010, lanzan otro versión, esta vez de Tonight, Tonight de The Smashing Pumpkins como parte de la promoción de Levi's Pioneer Sessions.
En julio de 2011, Angelakos señaló mediante su Facebook, que el sucesor de Manners se lanzaría después del 2012 y posiblemente sea un álbum doble.

### Gossamer (2011 - 2013)
En agosto de 2010, en una entrevista con NME, Angelakos señaló que el trabajo ya había comenzado y que la banda pretendía lanzar el álbum en la primavera de 2011. Desde entonces, dijo que sería lanzado a principios en 2012, y, finalmente, que la fecha de lanzamiento sería 24 de julio.
El 24 de abril de 2012, Angelakos anunció el título del álbum, Gossamer, y que sería lanzado el 24 de julio de 2012.
El 7 de mayo salió la primera pista de Gossamer, llamada "Take A Walk". 
El 9 de julio, Pitchfork hizo una crítica de una nueva canción, "Constant Conversations" y fue promocionada como "mejor canción del momento". Gossamer fue oficialmente lanzado el 20 de julio de 2012.
El 16 de julio, Angelakos comunicó a través de la web oficial del grupo que las restantes actuaciones de julio y la gira serían canceladas debido a la necesidad de tratamiento del trastorno bipolar de Angelakos.
El 13 de octubre, la banda actuó en Saturday Night Live. Tocaron "Take a Walk" y "Carried Away".

### Kindred (2014–presente)
El 24 de junio de 2014, Angelakos anunció a través de Twitter que la banda estaba trabajando en su tercer trabajo en estudio. Angelakos confirmó que el tercer álbum sería, de hecho, lanzado en el año 2015. A la espera del lanzamiento, la banda publicó varias imágenes codificadas a diversas plataformas de redes sociales. El 16 de febrero de 2015, la banda subió el primer sencillo del nuevo álbum "Lifted Up (1985)" en su canal de YouTube. Finalmente Kindred se lanzó el 21 de abril de 2015 nuevamente por el sello Columbia.

## Miembros
- Michael Angelakos – voces, teclados (2007–presente)

Miembros de la banda en vivo
- Chris Hartz – batería (2014–presente)
- Aaron Harrison Folb – bajo, sintetizador (2015–presente)
- Giuliano Pizzulo – guitarra, sintetizador (2015–presente)
- Ray Suen – guitarra, sintetizador (2015–presente)
- Pete Cafarella - sintetizador (2015-presente)

Ex miembros de la banda en vivo
- Jeff Apruzzese – bajo, sintetizador (2008–2014)
- Nate Donmoyer – batería (2008–2013)
- Ayad Al Adhamy – teclados, samples (2007–2012)
- Thom Plasse – bajo (2007)
- Adam Lavinsky – batería (2007)
- Ian Hultquist – guitarras, teclados (2007–2014)[12]
- Xander Singh – teclados (2012–2014)[13]

## Discografía

### Álbumes de estudio
| Título                 | Datos del álbum                                                                                                  | Posicionamiento en listas | Posicionamiento en listas | Posicionamiento en listas | Posicionamiento en listas | Posicionamiento en listas |
| Título                 | Datos del álbum                                                                                                  | USA                       | AUS                       | BEL                       | FRA                       | UK                        |
| ---------------------- | --- | ------------------------- | ------------------------- | ------------------------- | ------------------------- | ------------------------- |
| Manners                | - Lanzamiento: 19 de mayo de 2009 - Discográfica: Frenchkiss Records - Formato: CD, LP, descarga digital         | 51                        | 19                        | 98                        | 123                       | 55                        |
| Gossamer               | - Lanzamiento: 20 de julio de 2012 - Discográfica: Columbia - Formato: CD, LP, descarga digital                  | 4                         | 12                        | —                         | —                         | 56                        |
| Kindred                | - Lanzamiento: 21 de abril de 2015 - Discográfica: Columbia - Formatos: CD, LP, descarga digital                 | 23                        | 30                        | —                         | —                         | 81                        |
| Tremendous Sea Of Love | - Lanzamiento: 28 de julio de 2017 - Discográfica: Wishart Group Recordings - Formatos: CD, LP, descarga digital | —                         | —                         | —                         | —                         | —                         |

### Sencillos
| Año  | Título                      | Mejor posición | Mejor posición | Mejor posición | Mejor posición | Mejor posición | Mejor posición | Mejor posición | Mejor posición | Álbum    |
| Año  | Título                      | USA            | USA Adult      | USA Alt.       | USA Rock       | AUS            | CAN            | JAP            | UK             | Álbum    |
| ---- | --------------------------- | -------------- | -------------- | -------------- | -------------- | -------------- | -------------- | -------------- | -------------- | -------- |
| 2008 | "Sleepyhead"                | 105            | —              | —              | —              | —              | 71             | —              | —              | Manners  |
| 2009 | "The Reeling"               | —              | —              | 34             | —              | —              | —              | 19             | 99             | Manners  |
| 2009 | "To Kingdom Come"           | —              | —              | —              | —              | —              | —              | —              | —              | Manners  |
| 2009 | "Little Secrets"            | —              | —              | 39             | —              | 48             | —              | —              | —              | Manners  |
| 2012 | "Take a Walk"               | 84             | 24             | 5              | 9              | —              | 97             | 36             | —              | Gossamer |
| 2012 | "I'll Be Alright"           | —              | —              | —              | —              | —              | —              | —              | —              | Gossamer |
| 2012 | "Constant Conversations"    | —              | —              | —              | —              | —              | —              | —              | —              | Gossamer |
| 2013 | "Carried Away"              | —              | 34             | 19             | 24             | —              | —              | —              | —              | Gossamer |
| 2013 | "Cry Like a Ghost"          | —              | —              | —              | —              | —              | —              | —              | —              | Gossamer |
| 2015 | "Lifted Up (1985)"          | —              | —              | 26             | 31             | —              | —              | 77             | —              | Kindred  |
| 2015 | "Where the Sky Hangs"       | —              | —              | —              | —              | —              | —              | —              | —              | Kindred  |
| 2015 | "Until We Can't (Let's Go)" | —              | —              | —              | —              | —              | —              | —              | —              | Kindred  |

### EP
| Año  | Datos del álbum | Posicionamiento en listas | Posicionamiento en listas |
| Año  | Datos del álbum | EUA                       | FRA                       |
| ---- | --- | ------------------------- | ------------------------- |
| 2008 | Chunk of Change - Lanzamiento: 16 de septiembre de 2008 - Discográfica: Frenchkiss Records - Formato: CD, EP, descarga digital | 35                        | 58EP                      |

## EP

### Remixes
| Año  | Artista original                | Canción                        |
| ---- | ------------------------------- | ------------------------------ |
| 2009 | Gotye                           | "Learnalilgivinanlovin"        |
| 2009 | Marina and the Diamonds         | "I Am Not a Robot"             |
| 2009 | Phoenix                         | "1901"                         |
| 2009 | Phoenix                         | "Love Like a Sunset"           |
| 2009 | Yeah Yeah Yeahs                 | "Heads Will Roll"              |
| 2010 | ARMS                            | "Heat & Hot Water"             |
| 2010 | Dan Black                       | "Symphonies"                   |
| 2010 | Chairlift                       | "Bruises"                      |
| 2010 | Lady Gaga featuring Beyoncé     | "Telephone"                    |
| 2010 | OK Go                           | "This Too Shall Pass"          |
| 2010 | Paper Route                     | "Tiger Teeth"                  |
| 2010 | Katy Perry featuring Snoop Dogg | "California Gurls"             |
| 2010 | Ra Ra Riot                      | "Ghost Under Rocks"            |
| 2010 | Shout Out Louds                 | "Fall Hard"                    |
| 2010 | Tegan and Sara                  | "Alligator"                    |
| 2010 | The Ting Tings                  | "Hands"                        |
| 2010 | Tokyo Police Club               | "Wait Up (Boots of Danger)"    |
| 2010 | Max Tundra                      | "Which Song"                   |
| 2010 | Two Door Cinema Club            | "Undercover Martyn"            |
| 2011 | Beastie Boys                    | "Make Some Noise"              |
| 2011 | Bruno Mars                      | "Grenade"                      |
| 2011 | Cold War Kids                   | "Mine Is Yours"                |
| 2012 | Imagine Dragons                 | "It's Time"                    |
| 2012 | Crystal Fighters                | "At Home"                      |
| 2013 | Portugal. The Man               | "Purple, Yellow, Red and Blue" |
| 2013 | St. Lucia                       | "Elevate"                      |